# کالسادییا د لس بارس
کالسادییا د لس بارس (به اسپانیایی: Calzadilla de los Barros) یک شهرستان در اسپانیا است که در استان باداخس واقع شده‌است.